# Рафиня
Ма̀рсио Рафаел Ферейра де Соуза (на португалски: Márcio Rafael Ferreira de Souza), по-известен като Рафиня (Rafinha), е бразилски професионален футболист, десен защитник. Висок е 172 см.

## Кариера
Професионалната кариера на Рафиня започва в Коритиба през 2002 г. Шалке 04 привлича бранителя през 2005 г. за 5 милиона евро. Оттогава той се превръща в неизменен титуляр отдясно на отбраната на „миньорите“. Изиграва над 100 мача и през 2008 дебютира за нацмионалния отбор на Бразилия. Участва и в олимпийската формация на селесао на игрите в Пекин. През 2010 Шалке 04 продава играчът на Дженоа. Там бразилецът остава само 1 сезон, в който изиграва 33 мача. През лятото на 2011 преминава в Байерн Мюнхен. През по-голямата част от сезона е резерва на Джером Боатенг, а в някои мачове се появява и като дясно крило. В състава на „баварците“ става вицешампион на Германия и финалист в Шампионската лига.

## Успехи
Байерн Мюнхен
- Бундеслига: 2012/13, 2013/14, 2014/15, 2015/2016
- Купа на Германия: 2012/13, 2013/14
- Шампионска лига: 2012/13
- Суперкупа на Германия: 2012
- Суперкупа на Европа: 2013
- Световно клубно първенство: 2013